# Максимовська (Алексєєвське сільське поселення, 11230804023)
Максимовська (рос. Максимовская) — присілок в Красноборському районі Архангельської області Російської Федерації.
Населення становить 31 особу. Входить до складу муніципального утворення Алексєєвське сільське поселення.

## Історія
Від 2004 року входить до складу муніципального утворення Алексєєвське сільське поселення.

## Населення
| 2002 | 2010 |
| ---- | ---- |
| 14   | ↗31  |